# ハンス・グラードル
ハンス・グラードル（Hans Gradl、1903年12月8日 - 1980年3月10日）は、ナチス・ドイツの軍人。元ドイツ陸軍装甲兵大佐。

## 経歴
1903年12月8日、ニュルンベルクに生まれる。
1939年10月15日、第4戦車連隊第2戦車中隊長に就任し、同中隊は翌年1940年5月のフランス侵攻作戦では第2装甲師団の躍進の原動力となる。
1941年10月、ソビエト連邦のブリャンスクを第39戦車連隊第1戦車大隊を率いて攻略する。この都市を守るのは特殊任務部隊などの先鋭がそろうソ連軍部隊であったが、わずか1個大隊、しかも2日でブリャンスクを陥落させ、ソ連の3個野戦軍の包囲殲滅へと結びつかせた。結果、ドイツはモスクワ攻撃を進展させることができた。この戦果により、危機的状況でも敵の弱点を見抜き、敵よりも少数の兵力で自軍の数倍の損害を相手に与える指揮官として、ソ連で恐れられるようになる。この功績が高く評価され、1941年11月15日に騎士十字章を授与された。
1945年3月27日には第21装甲師団第22戦車連隊長へと就任する。東部戦線のフォルストで負傷し、入院する。1945年4月26日、装甲兵大佐に昇進する。そのわずか5日後の5月1日にはアメリカ軍の捕虜となるも、6月1日に釈放される。